# JAARS
JAARS – jednostka osadnicza w Stanach Zjednoczonych, w stanie Karolina Północna, w hrabstwie Union.